# Johannes Leimena
Johannes Leimena né le 6 mars 1905 à Ambon et mort le 29 mars 1977 à Jakarta, est un homme politique et médecin indonésien,.

## Biographie
Il a été l'un des plus anciens ministres du gouvernement d'Indonésie, et a été le plus ancien sous président Sukarno. Il a rempli les fonctions de vice-Premier ministre et ministre de la Santé. Un Amboinais-chrétien, il a servi dans le Conseil représentatif du peuple et l'Assemblée constitutionnelle pendant les années 1950, et a été président du Parti chrétien indonésien de 1951 à 1960.
Leimena est né à Ambon, Maluku, mais il a grandi à Cimahi et plus tard à Batavia (aujourd'hui Jakarta). Il s'implique dans les mouvements nationalistes indonésiens à travers le groupe de jeunes Ambonais Jong Ambon, et il participe aux deux le serment de la jeunesse en 1926 et 1928. En outre, il participe au Christian mouvement œcuménique pendant son séjour à l'école de médecine de Batavia (STOVIA), dont il est diplômé en 1930. Après avoir brièvement travaillé dans un hôpital batave, il a déménagé pour travailler dans un missionnaire chrétien à Bandung. En 1941, il devient chef de service hospitalier des hôpitaux de Purwakarta et de Tangerang tout au long de l'occupation japonaise, au cours de laquelle il est brièvement arrêté et détenu.
À la suite de la proclamation de l'indépendance et au début de la révolution nationale indonésienne, Leimena a été nommé sous-ministre de la Santé, puis ministre de la Santé. Il a conservé son poste ministériel dans neuf cabinets différents sur six ans et a été membre des délégations indonésiennes dans les Linggadjati, Renville et Roem-Van Roijen, ainsi que la conférence de la Table ronde de La Haye. Pendant ce temps, Leimena a fondé le parti chrétien indonésien, et a été élu président du parti en 1950. Il a également participé à des organisations chrétiennes nationales telles que la Communion d'Églises en Indonésie. Au cours de son mandat de ministre de la Santé, Leimena a envisagé un plan pour fournir des soins de santé préventifs dans les zones rurales, qui, malgré les difficultés rencontrées lors de sa mise en œuvre en 1954, est devenu le précurseur du système Puskesmas moderne.
Leimena est devenu vice-Premier ministre en 1957 et est devenu l'un des plus proches collaborateurs de Sukarno. Pendant le mouvement du 30 septembre et les changements politiques qui ont suivi, Leimena a été durement touché, sa propre maison ayant été attaquée la nuit de l'incident. Leimena a participé à de nombreuses réunions pour conseiller Sukarno, certains lui attribuant le mérite d'avoir convaincu Sukarno d'adopter une ligne de conduite qui a évité une guerre civile. Témoin de la signature du Supersemar, il a perdu son poste de ministre du gouvernement après la chute de Sukarno. Contrairement à beaucoup de ses collègues emprisonnés, Leimena était toujours impliqué dans la politique, devenant membre du conseil consultatif suprême jusqu'en 1973. Il mourut en 1977 et son corps fut enterré au cimetière des héros de Kalibata. En 2010, il a été déclaré héros national d'Indonésie par le président Susilo Bambang Yudhoyono.